# Тогрул I
Вижте пояснителната страница за други личности с името Тогрул.
Тогрул бег е третият владетел от династия Селджукиди. Той завладява Иран и Месопотамия, превзема Багдад и създава държавата Велики Селджук.
Тогрул пристига в Трансоксиана около 1016 г.. Към 1025 г. той, чичо му Арслан и брат му Чагри са на служба при Караханидите в Бухара, които понасят поражение от Махмуд Газневи и Тогрул е принуден да се оттегли в Хорезмия. През 1028 – 1029, заедно с брат си завладява Мерв и Нишапур и установява контрол над целия Хорасан.
През 1040 Тогрул и Чагри нанасят поражение на Масуд Газневи, син на Махмуд, в битката при Данданакан. Между 1040 и 1044 окупират прикаспийските райони на Хорасан, Рави и Хамадан и подчиняват Исфахан като васално владение. През 1049 и 1054 е изпратена военна експедиция към византийските владения в Мала Азия, с което увеличава селджукския натиск спрямо Византия.
През 1055 Тогрул покорява княжествата, разположени на изток и север от Ирак и влиза в Багдад, тогава част от Арабския халифат и управляван от Фатимидите (шиити), като целта му е да възстанови единството на ислямския свят като върне Абасидите (сунити) на власт. Недоволството на шиитите обаче води до избухването на въстание през 1058. В същото време има бунтове в Месопотамия и Иран, а коалиция от военни сили на шиити и Буиди, подпомагани от Фатимидите в Кайро, влиза в Багдад. Абасидският халиф е затворен и молитвите отново се адресират към Фатимидите. Две години по-късно Тогрул разгромява бунтовниците и отново влиза в Багдад (1060), като усмирява и Месопотамия.
През последните години от управлението си Тогрул води борба с дребните княжества в северозападен Иран и се жени за дъщерята на халифа. Умира в Рей, близо до днешния Техеран. Той няма деца и е наследен от Алп Арслан, син на Чагри бег.